# Marquesado de Villar del Águila
El marquesado de Villar del Águila es un título nobiliario español, creado el 6 de julio de 1689 por el rey Carlos II a favor de Juan Antonio de Urrutia y Retes, Alguacil Mayor del Tribunal del Santo Oficio de la Inquisición de Nueva España (México).
Su denominación hace referencia a la localidad conquense de Villar del Águila.

## Marqueses de Villar del Águila
|                                 | Titular                                                    | Periodo                |
| Creación por Carlos II          | Creación por Carlos II                                     | Creación por Carlos II |
| ------------------------------- | ---------------------------------------------------------- | ---------------------- |
| I                               | Juan Antonio de Urrutia y Retes                            | 1689-1693              |
| II                              | María Pérez de Inoriza y Ochoa de Ureta                    | 1693-1694              |
| III                             | Juan Antonio de Urrutia y Arana                            | 1694-1743              |
| IV                              | Juan Antonio Fernández de Jaúregui y Urrutia               | 1743- ?                |
| V                               | Juan Manuel Pascual Fernández de Jaúregui y Aldama Ayala   | ? -?                   |
| VI                              | Juan Sebastián Benito Fernández de Jaúregui y Aldama Ayala | ? - ?                  |
| VII                             | Juan Antonio Ángel Fernández de Jaúregui y Aldama Ayala    | ? - ?                  |
| VIII                            | Juan María Fernández de Jaúregui y Diez de Marina          | ? - ?                  |
| Rehabilitación por Alfonso XIII |                                                            |                        |
|                                 |                                                            |                        |
| IX                              | Juan Manuel de Urquijo y Landecho                          | 1910-1968              |
| X                               | María de Lourdes de Urquijo y Morenés                      | 1968 -1980             |
| "XI"                            | "Juan Manuel de la Sierra Urquijo"                         | 1983-2007              |
| XI                              | William de la Peña Yappen                                  | 2007-actual titular    |

## Historia de los marqueses de Villar del Águila
- Juan Antonio de Urutia y Retes (1645-1693), I marqués de Villar del Águila.

1. Casó con María López de Peralta Pujadas y Cervantes. Sin descendientes. Le sucedió, por disposición testamentaria, su madre:

- María Pérez de Inoriza y Ochoa de Ureta (1613-1694), II marquesa de Villar del Águila. Le sucedió, de su hijo Domingo de Urrutia e Inoriza que casó con Antonia de Arana, el hijo de ambos, por tanto su nieto:

- Juan Antonio de Urrutia y Arana (1670-1743), III marqués de Villar del Águila.

1. Casó con María Josefa Paula Guerrero Dávila. Sin descendientes. Le sucedió el hijo de su hermana María de Urrutia y Arana que casó con Sebastián Fernández de Jaúregui, por tanto su sobrino:

- Juan Antonio Fernández de Jaúregui y Urrutia (Menagarai, Álava, 1699- ), IV marqués de Villar del Águila.

1. Casó con María Francisca de Aldana y Ayala. Natural de Menagarai. Le sucedió su hijo:

- Juan Manuel Pascual Fernández de Jaúregui y Aldana Ayala (Menagarai, 1727-), V marqués deVillar del Águila.  Sin descendientes. Le sucedió su hermano:

- Juan Sebastián Benito Fernández de Jaúregui y Aldana Ayala (Menagarai, 1731-Querétaro, 1755), VI marqués de Villar del Águila. Sin descendientes. Le sucedió su hermano:

- Juan Antonio Ángel Fernández de Jaúregui y Aldana Ayala (Menagarai, 1740- Menagarai, 1812[4]), VII marqués de Villar del Águila.

1. Casó con María Rita de la Canal y Hervás. Le sucedió su hijo:

- Juan María Fernández de Jaúregui y de la Canal, VIII marqués de Villar del Águila.

1. Casó con María Josefa Díez de Marina y del Solar Iglesias. Tuvieron por hijo a:

- Juan José Fernández de Jaúregui y Díez Marina, quién no llegó a ostentar el título.

1. Casó con Guadalupe Aguilera y Mier
2. y en segundas nupcias con María Francisca de Allende y Montemayor. Sin descendientes de ninguno de estos matrimonios.

El Título de marqués de Villar del Águila, cayó en el olvido durante más de cien años, hasta que fue rehabilitado.  
Rehabilitado en 1919 por:
- Juan Manuel de Urquijo y Landecho, IX marqués de Villar del Águila, XIII marqués de Loriana, IV marqués de Urquijo.

1. Casó con Teresa Morenés y Carvajal. Le sucedió su hija:

- María de Lourdes de Urquijo y Morenés, X marquesa de Villar del Águila, XIV marquesa de Loriana, V marquesa de Urquijo.

1. Casó con Manuel de la Sierra y Torres. Le sucedió su hijo:

- Juan Manuel de la Sierra y Urquijo (1958-2022), "XI marqués de Villar del Águila" (desposeído de este título en 2007),[5] VI marqués de Urquijo, XV marqués de Loriana.

1. Casó con Rocío Caruncho y Fontela. Le sucedió, por ejecución de sentencia:

- Wiliam de la Peña Yappen, XI marqués de Villar del Águila.[5]